# وزارة الثروة السمكية (اليمن)
وزارة الثروة السمكية هي أحد وزارات الحكومة اليمنية. تهدف إلى تنمية الثروة السمكية وحمايتها وتشجيع وترشيد استثمارها واستغلالها ورفع مستوى إنتاجها وتعميرها بما يكفل زيادة الدخل القومي ودعم الاقتصاد الوطني، حيث تتولى الوزارة الثروة القيام بعدة مهام واختصاصت منها، اقتراح السياسات والخطط والبرامج التي تستهدف تنمية الثروة السمكية والمحافظة عليها وإعداد الخطط والبرامج لتنفيذها في نطاق سياسة الدولة والخطط التنموية والقوانين النافذة، إجراء الأبحاث والدراسات الفنية والتطبيقية والميدانية الهادفة إلى تنمية الثروة السمكية والعمل على تنفيذ ما تسفر عنه النتائج البحثية، إعداد وتنفيذ الخطط المتعلقة بالإرشاد السمكي التي تكفل تنمية مهارات الصيادين وتحسين أدائهم وتطوير وسائل إنتاجهم ومعرفتهم وتقديم الخدمات والتسهيلات لرفع مستوى معيشتهم.

## الوزير
الوزير الحالي هوسالم عبد الله السقطري وزير الزراعة والري والثروة السمكية منذ 18 ديسمبر 2020م.